# Irdeto

Logo firmy

Irdeto – holenderska firma zajmująca się tworzeniem oprogramowania, zarządzaniem i dystrybucją treści oraz kompletnych rozwiązań w zakresie ochrony i zarabiania na treściach telewizyjnych. Obecnie posiada biura w 25 krajach świata oraz dwie siedziby główne: jedną – w Hoofddorp, blisko Amsterdamu, oraz drugą – w Pekinie, w Chinach. Klientami Irdeto są operatorzy telewizyjni, firmy telekomunikacyjne, właściciele i dystrybutorzy treści oraz producenci elektroniki użytkowej. Irdeto stanowi część grupy Naspers.
Irdeto stale udoskonala i tworzy dodatkowe mechanizmy bezpieczeństwa w swojej technologii, mające na celu przeciwdziałanie piractwu, włączając w to wykorzystanie technologii spółki Cloakware. Irdeto odgrywa aktywną rolę we współpracy z urzędami, policją i w walce z piractwem na rynku telewizji płatnej.
Produkty Irdeto to m.in. smart cards, systemy dostępu warunkowego dla płatnych telewizji oraz inne oprogramowanie dla organizacji i dystrybucji telewizyjnej. Produkty mają na celu ochronę treści oraz ich twórców przeciw nielegalnej dystrybucji, w różnych środowiskach jak transmisje telewizyjne, S-DMB, T-DMB, DVB-H. Dodatkowo Irdeto produkuje oprogramowanie i rozwiązania w zakresie bezpieczeństwa centrów danych, systemy wsparcia dla przedsiębiorstw i middleware dla set-top box oprogramowania.
Irdeto ma ponad 500 klientów na całym świecie, a ponad miliard urządzeń i aplikacji wykorzystuje jej technologie. Firma ma obecnie 900 pracowników, biura w 25 krajach i posiada ponad 200 zarejestrowanych patentów oraz 350 oczekujących.

## Historia
Firma została założona w 1969 roku przez radio-inżyniera Petera den Toonder w Dordrecht, w Holandii. Nazwa firmy jest skrótem nazwiska założyciela jednego z holenderskich uniwersytetów.
W 2004 r. Irdeto wraz ze swoim DRM – partnerem Lockstream Corporation uruchomiło i wdrożyło pierwsze IPTV w Ameryce Północnej. W 2005 r. Irdeto nabyło aktywa i pasywa Lockstream, choć dokładne warunki umowy nie zostały ujawnione.
W 2006 r. Irdeto nabyło aktywa, klientów i pracowników Philips CryptoTec (twórców linii Cryptoworks produktu). CryptoTec w momencie przejęcia miał ponad 100 klientów i ponad 50 pracowników. Cena zakupu nie została ujawniona.
W 2007 r. Irdeto przejęło firmę zajmującą się bezpieczeństwem Cloakware za 72 miliony dolarów. Wcześniejszy partner Irdeto, specjalizował się w zabezpieczaniu danych i zwalczaniu piractwa cyfrowych nagrań wideo oraz ich transmisji przez IP. Następnie w 2007 Irdeto nabyło IDway SAS. Spółka ta również była partner biznesowym Irdeto, która rozwijała otwarte oprogramowanie dla urządzeń cyfrowych konsumentów TV. Dzięki temu przejęciu firma rozwinęła ofertę zintegrowanej oferty dla producentów set top box (STB). Warunki przejęcia nie zostały ujawnione.
W 2008 r. Irdeto nabyło Entriq, spółkę założoną w 2000 roku przez byłych pracowników Irdeto, która skupiała się na wschodzącym rynku łączy szerokopasmowych. Z nabyciem Entriq, Irdeto rozszerzyło swoją ofertę o dystrybucję mediów cyfrowych przez Internet. W tym samym roku, nabyło również IBS Interprit, dostawcę oprogramowania do obsługi klienta i rozliczeń.

## Zapobieganie piractwu
Irdeto wprowadziła na rynek swój pierwszy cyfrowy system dostępu warunkowego w 1995 r., a wersja z lepszą technologią szyfrowania została wydana pod koniec lat 90. Pierwsze karty inteligentne z Irdeto 2 zostały wprowadzone na rynek w październiku 2000 roku na Multichoice w Republice Południowej Afryki. We wrześniu 2009 r. spółka zaprezentowała nową wersję Irdeto 3, zwaną również CAS 3.
Irdeto stale udoskonala i tworzy dodatkowe mechanizmy bezpieczeństwa w swojej technologii mające na celu przeciwdziałanie nielegalnemu kopiowaniu i posługiwaniu się własnością intelektualną bez zgody autora i bez uiszczenia odpowiednich opłat, włączając w to wykorzystanie technologii spółki Cloakware. Irdeto odgrywa aktywną rolę we współpracy z urzędami, policją oraz lokalnymi klientami w walce z piractwem na rynku telewizji płatnej.

## Klienci

### Australia i Azja
- Austar
- Optus (Optus Aurora service)
- SelecTV
- Jadeworld (ABS-8776 decoders only)
- UBI World TV
- TelstraClear Digital Cable
- World media international (Mysat)

### Europa
- Ziggo
- Telia Sweden
- The Netherlands
- Olisat
- NOVA Greece
- RTV Pink
- CanalDigitaal
- Belgium
- Bulgarian DTH Operator
- ORF
- Orion-Express
- Digiturk
- Telia Stofa
- Sky Link
- Cyfrowy Polsat

### Bliski Wschód i Afryka południowa
- Orbit Showtime
- Arab Digital Distribution
- Al Jazeera Sports
- Taj Television Limited – TEN Sports
- ARY Digital Network

### Afryka Południowa
- DStv
- TVCabo
- GTv

### Sri Lanka
- Dialog TV
- LBN

### Ameryka Północna
- SES Americom
- GlobeCast World TV
- Cornell University
- Citizens Cablevision
- Home2US
- Netflix

### Korea Południowa
- TU Media Corp.

### Chiny
- Xinjiang Broadcast & Television Transmission Network Corp. Ltd.
- Yancheng Broadcasting Television and Information Development
- Yi Wu Broadcasting & Television Bureau
- Taiyuan Cable TV Network Center
- Foshan Broadcasting and TV Network Company
- Jinan CATV
- Guangzhou Broadcasting and Television Network Co., Ltd.
- Jiangsu Telecommunication & Broadcasting Media Digital TV Co., Ltd.
- Shanghai Media Group New Media Co., Ltd.
- Lin Hai Broadcasting and Television Bureau
- Taizhou Tongda Cable Digital Network Co., Ltd
- Zhenjiang City Broadcasting and Television Station
- Fujian Radio & TV Broadcasting Co., Ltd
- The State Administration of Radio Film & Television Center of Transmission
- Jiaxing Broadcasting and TV Network Co.
- Shanghai Stock Communication Co, Ltd.
- Shaanxi Provincial Network
- SkyWave TV Company Ltd
- Huzhou Broadcast & TV Network Company Ltd.
- Radio & TV New Technology Development Co. of Guangdong Province
- Harbin Yuanshen BTV Network Co., Ltd
- Pacific Century Matrix
- Shanghai Interactive TV
- Jilin Broadcasting & TV Network Co., Ltd
- Liaoning Broadcasting & TV Information Network Co., Ltd
- Hunan Broadcasting and Television Mobil TV Co., Ltd
- Gansu Provincial Network (Gansu Cable)
- China Broadcasting Film Television Satellite Co. Ltd
- Central Satellite Television Transmission Center
- Zhengzhou Broadcasting and Television Information Network Co., Ltd.
- Shenyang CATV Station
- Nanning CATV Station
- Jiangxi Provincial Cable Network
- Kunming Broadcasting TV Network Centre
- Qingdao CATV
- Guangdong Cable TV and Broadcasting Station
- Galaxy Satellite Broadcasting Ltd
- Macau Cable TV
- Wuhan Broadcasting & TV Network Company
- Changsha Guo’an Broadcasting and Television Broadband Network Co., Ltd
- Zhuhai Broadcast & TV Station
- Shunde Station of Guangdong Foshan Broadcasting and TV Networks
- Ningbo Digital Television Co. Ltd
- Guangdong Zhuhai TV Transmission Co., Ltd
- China Central Television (CCTV)

### Filipiny
- SkyCable (Platinum)

### Ameryka Południowa
- Montecable Video S.A. (Uruguay)
- Nuevo Siglo (Uruguay)
- TCC (Uruguay) (HD)
- DTHI (Brazil)
- Univisa (Ecuador)

### Indie
- Sun Direct DTH (India)
- Videocon DTH (India)

## Link do strony
- Oficjalna strona przedsiębiorstwa